# Tachkent (croiseur)
Le Tachkent est un croiseur lance-missiles de la classe Kara ayant servi dans la marine soviétique.

## Historique
Il est lancé le 5 novembre 1975 et mis en service le 31 décembre 1977 au chantier naval des 61 Communards. Le 17 février 1978, il rejoint la flotte russe du Pacifique.
Du 24 février au 3 juillet 1979, dans le cadre d'un groupe opérationnel autour du porte-avions Minsk, il effectue en compagnie de son sister-ship Petropavlovsk une mission d'escorte de Sébastopol à l'Afrique puis Vladivostok, tout en accomplissant plusieurs missions de combat et d'escales d'affaires à Luanda, Maputo et Port Louis.
Le 6 décembre 1984, le Tachkent épie la force opérationnelle de l'USS Carl Vinson et navigue aux côtés de l'USS John Young (en).
Le 20 décembre 1988, il rejoint Nikolaev pour des réparations majeures, mais après l'effondrement de l'URSS le 3 juillet 1992, le navire est retiré du service de la marine de l'URSS, avant d'être rayé des listes le 29 octobre. Le 10 août 1994, il rejoint Inde pour ferraillage.